# Frank Lynes
Frank Lynes (* 1858 in Cambridge/Massachusetts; † 1913 in New Hampshire) war ein US-amerikanischer Komponist, Organist und Musikpädagoge.

## Leben
Lynes studierte zunächst Klavier, Orgel und Musiktheorie am New England Conservatory. Seine Lehrer waren Benjamin Johnson Lang und John Knowles Paine. Von 1883 bis 1885 hielt er sich in Leipzig auf und war am Leipziger Konservatorium Schüler von Carl Reinecke und Bruno Zwintscher (Klavier), Alfred Richter (Musiktheorie) und Salomon Jadassohn (Komposition).
Nach seiner Rückkehr wurde er 1887 Organist an der Bostoner St. Paul's Church, 1899 an der Church of the Disciples, außerdem war er Dirigent der Cantabrigia Choral Class. Bekannt wurde Lynes vor allem durch seine stilistisch an Komponisten wie Heinrich Lichner, Antonio Diabelli, Friedrich Kuhlau und seinen Lehrer Reinecke erinnernden Sonatinen für den Unterrichtsgebrauch, von den er allein siebzehn Sammlungen veröffentlichte. Außerdem komponierte Lynes auch geistliche und weltliche Lieder und Anthems, ein Te Deum und kammermusikalische Werke, darunter eine Gavotte für Klavier und Violine und eine Romanze für Violine, Cello, Orgel und Klavier.

## Quelle
- Alliance Publications, Inc. - L - Lynes, Frank
- Grande Musica - Lynes, Frank
- piano-pal.com - Frank Lynes

| Personendaten    | Personendaten                                           |
| ---------------- | ------------------------------------------------------- |
| NAME             | Lynes, Frank                                            |
| KURZBESCHREIBUNG | US-amerikanischer Komponist, Organist und Musikpädagoge |
| GEBURTSDATUM     | 1858                                                    |
| GEBURTSORT       | Cambridge (Massachusetts)                               |
| STERBEDATUM      | 1913                                                    |
| STERBEORT        | New Hampshire                                           |